# Иванов, Александр Константинович (спортсмен)
Александр Константинович Иванов (22 июля 1989, Рустави, Грузинская ССР) — российский тяжелоатлет, двукратный чемпион мира, Заслуженный мастер спорта.
21 ноября 2016 года решением МОК из-за положительной допинг-пробы Александр Иванов лишён серебряной медали Олимпийских игр 2012 года в Лондоне.

## Спортивная карьера

### Олимпийские игры
| Год                        | Место проведения | Весовая категория | Рывок, кг | Толчок, кг | Сумма, кг | Место |
| -------------------------- | ---------------- | ----------------- | --------- | ---------- | --------- | ----- |
| 2012                       | Лондон           | до 94 кг          | 185       | 224        | 409       | DSQ   |
| Чемпионаты мира            |                  |                   |           |            |           |       |
| Год                        | Место проведения | Весовая категория | Рывок, кг | Толчок, кг | Сумма, кг | Место |
| 2010                       | Анталья          | до 94 кг          | 185       | 218        | 403       | 1     |
| 2013                       | Вроцлав          | до 94 кг          | 180       | 222        | 402       | 1     |
| Молодёжные чемпионаты мира |                  |                   |           |            |           |       |
| 2006                       | Ханчжоу          | до 85 кг          | 160       | 195        | 355       | 4     |
| 2007                       | Прага            | до 85 кг          | 163       | 196        | 359       | 1     |
| 2008                       | Кали             | до 85 кг          | 165       | 200        | 365       | 1     |
| 2009                       | Бухарест         | до 94 кг          | 175       | 210        | 385       | 1     |

## Награды
- Медаль ордена «За заслуги перед Отечеством» I степени (13 августа 2012 года) — за большой вклад в развитие физической культуры и спорта, высокие спортивные достижения на Играх XXX Олимпиады 2012 года в городе Лондоне (Великобритания)[3].
- Почётная грамота Президента Российской Федерации (19 июля 2013 года) — за высокие спортивные достижения на XXVII Всемирной летней универсиаде 2013 года в городе Казани[4].